# 黃隆 (景泰進士)
黃隆（1423年—1495年），字自立，號南谷，浙江寧波府鄞縣人，民籍，明朝政治人物。進士出身。

## 生平
景泰四年（1453年）舉癸酉科浙江鄉試第十名。景泰五年（1454年）聯捷甲戌科會試第五十二名，殿試登進士第二甲第二十六名。初任南京刑部主事，己卯，进本部员外郎。庚辰擢广东按察佥事，便道归省。寻以母亲舒安人忧去位。服除，改福建。未几，升四川按察司副使。成化二十三年丁父憂，弘治八年乙卯三月十八日辛丑卒，享年七十三。著有《南谷集》若干卷。

## 家族
曾祖父黃景禎。祖父黃良，贈監察御史。父亲黃潤玉，世称南山先生，曾任知縣、監察御史。元配王氏，封安人，继万氏，俱先卒，继翟氏。有三子。